# Ligue démocratique du peuple finlandais
 (février 2020).
Si vous disposez d'ouvrages ou d'articles de référence ou si vous connaissez des sites web de qualité traitant du thème abordé ici, merci de compléter l'article en donnant les références utiles à sa vérifiabilité et en les liant à la section « Notes et références ».
La Ligue démocratique du peuple finlandais (en finnois : Suomen Kansan Demokraattinen Liitto, abrégé en SKDL et en suédois : Demokratiska Förbundet för Finlands Folk, abrégé en DFFF) est un ancien parti politique finlandais fondé en 1944 pour réunir les partis situés à la gauche du Parti social-démocrate de Finlande et dissous en 1990 au sein de l'Alliance de gauche.

## Histoire
Le Parti communiste finlandais est fondé après l'indépendance de la Finlande, mais doit immédiatement s'exiler à Moscou et reste interdit jusqu'à la Seconde Guerre mondiale. En 1944, les lois anticommunistes en vigueur en Finlande sont abolies et le Parti communiste forme, avec d'autres organisations situées à la gauche du Parti social-démocrate, la Ligue démocratique du peuple finlandais (SKDL).  Dans l'après-guerre, la SKDL est l'une des plus grandes organisations d'extrême gauche d'Europe occidentale, le Parti communiste finlandais qui y est rattaché étant l'un des plus grands partis communistes à l'ouest du rideau de fer avec les partis communistes français et italien. 
La SKDL obtient son plus grand succès lors des élections législatives de 1958, lors desquelles elle devient le premier parti de Finlande. À partir de 1966, la SKDL participe par périodes à des coalitions gouvernementales avec le Parti social-démocrate et le Parti du centre, créant des tensions internes entre réformistes et révolutionnaires. À la fin des années 1960, la SKDL parvient à attirer une grande partie des participants aux mouvements estudiantins. Les marxistes-léninistes orthodoxes qui dominent le parti ne vont toutefois pas mettre en œuvre les revendications libertaires des étudiants et les mouvements estudiantins sont rapidement institutionnalisés dans l'appareil communiste, accentuant les tensions entre les communistes et les socialistes réformistes.  
Les divisions au sein de la SKDL et l'incapacité à se moderniser qui s'ensuit empêche à la fois le parti de conserver la fidélité de la classe ouvrière et d'attirer les nouveaux mouvements sociaux apparaissant dans la seconde moitié des années 1970. À partir des années 1970, les scores de la SKDL commencent ainsi à décliner et la chute se poursuit pendant les années 1980. Cette chute coïncide avec la montée des écologistes, qui fonderont la Ligue verte en 1987 mais qui sont déjà actifs politiquement auparavant et qui parviennent désormais à mieux mobiliser les nouveaux mouvements sociaux. De nombreux membres de la classe ouvrière rejoignent, eux, le Parti social-démocrate ou d'autres partis politiques traditionnels. 
En avril 1990, la SKDL, une majorité des membres du Parti communiste de Finlande, l'Alternative démocratique (en) et la Ligue démocratique finlandaise des femmes (fi) fondent l'Alliance de gauche.

## Résultats électoraux

### Élections législatives
| Année | Députés  | Votes   | Votes | Rang | Gouvernement                                   |
| ----- | -------- | ------- | ----- | ---- | ---------------------------------------------- |
| 1945  | 49 / 200 | 398 618 | 23,5  | 2e   | Paasikivi III (1945-1946), Pekkala (1946-1948) |
| 1948  | 38 / 200 | 375 538 | 20,0  | 3e   | Opposition                                     |
| 1951  | 43 / 200 | 391 134 | 21,6  | 3e   | Opposition                                     |
| 1954  | 43 / 200 | 433 251 | 21,6  | 3e   | Opposition                                     |
| 1958  | 50 / 200 | 450 220 | 23,6  | 1er  | Opposition                                     |
| 1962  | 47 / 200 | 506 829 | 22,0  | 2e   | Opposition                                     |
| 1966  | 41 / 200 | 502 374 | 21,1  | 3e   | Passio I (1966-1968), Koivisto I (1968-1970)   |
| 1970  | 36 / 200 | 420 556 | 16,6  | 4e   | Karjalainen II                                 |
| 1972  | 37 / 200 | 438 757 | 17,0  | 3e   | Opposition                                     |
| 1975  | 40 / 200 | 519 483 | 18,9  | 2e   | Opposition (1975-1977), Sorsa II (1977-1979)   |
| 1979  | 35 / 200 | 518 045 | 17,9  | 3e   | Koivisto II (1979-1982), Sorsa III (1982-1983) |
| 1983  | 26 / 200 | 400 930 | 13,5  | 4e   | Opposition                                     |
| 1987  | 16 / 200 | 270 433 | 9,4   | 4e   | Opposition                                     |

### Élections municipales
| Année | Conseillers | Voix    | % de voix |
| ----- | ----------- | ------- | --------- |
| 1945  | 2 496       | 275 324 |           |
| 1947  | 2 005       | 314 156 | 20,4%     |
| 1950  | 2 517       | 347 102 | 23,04%    |
| 1953  | 2 546       | 406 324 | 23,10%    |
| 1956  | 2 272       | 353 967 | 21,2%     |
| 1960  | 2 409       | 432 146 | 22,0%     |
| 1964  | 2 417       | 470 550 | 21,9%     |
| 1968  | 1 770       | 382 882 | 16,91%    |
| 1972  | 1 731       | 437 130 | 17,48%    |
| 1976  | 2 050       | 494 920 | 18,45%    |
| 1980  | 1 835       | 456 177 | 16,64%    |
| 1984  | 1 482       | 354 582 | 13,15%    |
| 1988  | 1 209       | 270 532 | 10,29%    |

### Élections présidentielles
| Année | Candidat       | Grands électeurs | %       | %       |
| ----- | -------------- | ---------------- | ------- | ------- |
| 1950  | Mauno Pekkala  | 67               | 338 035 | 21,43 % |
| 1956  | Eino Kilpi     | 56               | 354 575 | 18,69 % |
| 1962  | Paavo Aitio    | 63               | 451 750 | 20,5 %  |
| 1968  | Urho Kekkonen  | 56               | 345 609 | 16,95 % |
| 1978  | Urho Kekkonen  | 56               | 445 098 | 18,18 % |
| 1982  | Kalevi Kivistö | 32               | 348 359 | 11,0 %  |